# Essen

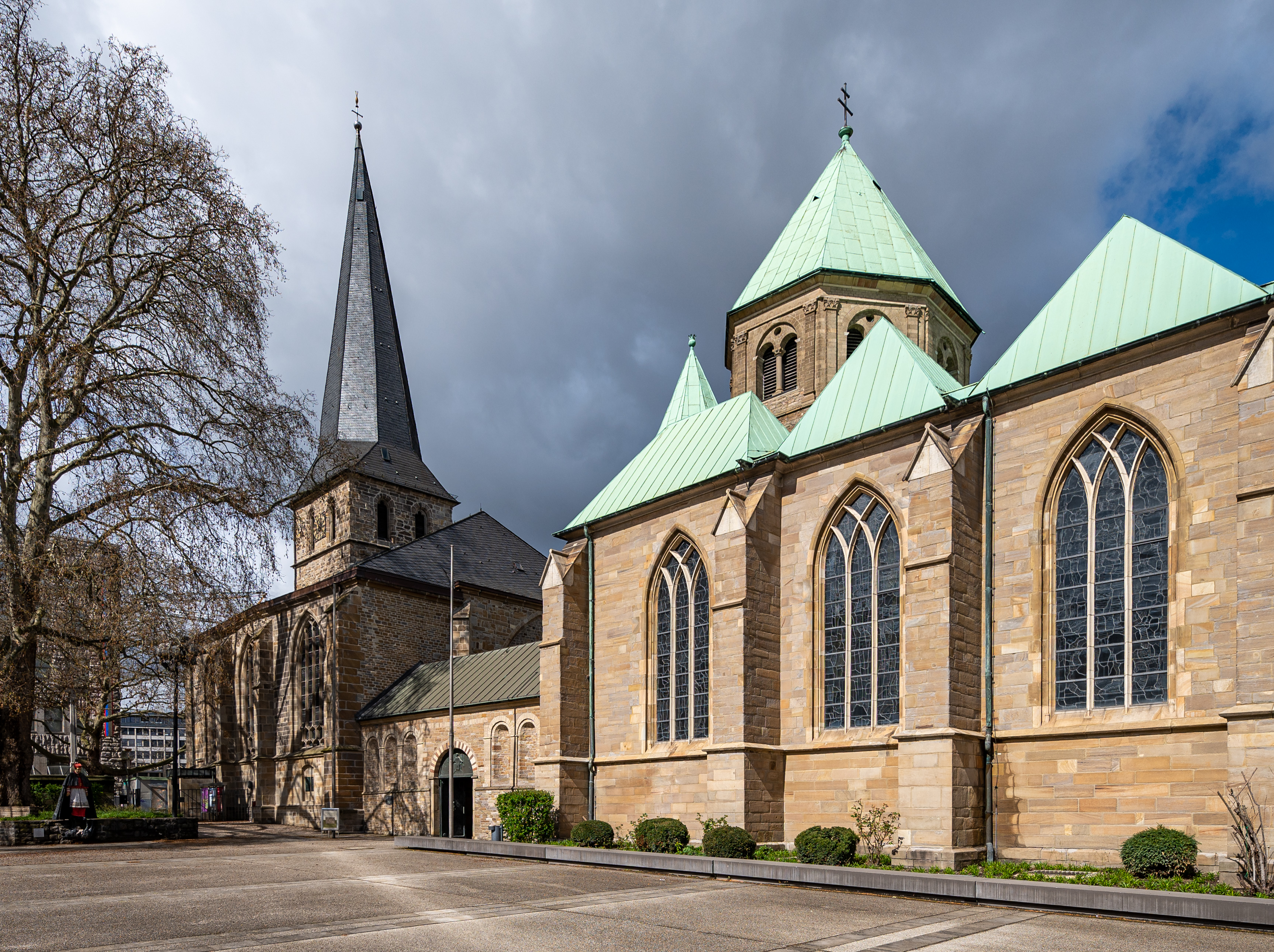
Katedra w Essen

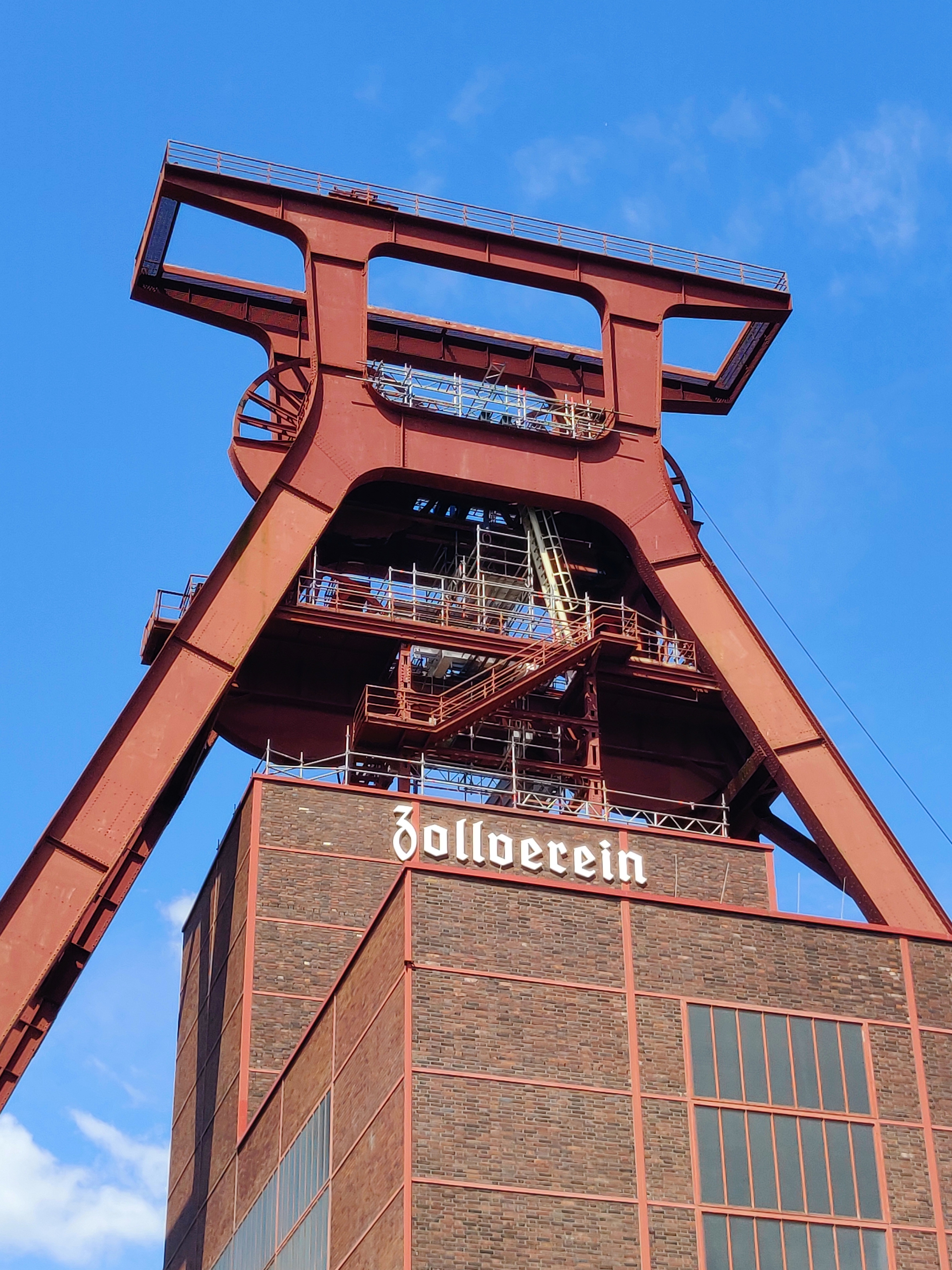
Szyb zabytkowej kopalni Zollverein

Essen (MAF: /ˈɛsn̩/, posłuchajⓘ) – miasto na prawach powiatu w zachodniej części Niemiec, w kraju związkowym Nadrenia Północna-Westfalia, w rejencji Düsseldorf. Pełni funkcję portu nad Ruhrą i nad Kanałem Ren-Herne. Pod koniec 2019 roku, z liczbą mieszkańców wynoszącą około 580 tys., Essen zajmowało dziesiąte miejsce w Niemczech pod względem liczby ludności. Siedziba biskupstwa rzymskokatolickiego założonego w 1958 r. Od roku 1972 miasto uniwersyteckie. W roku 2010 Essen wraz z sąsiednimi miastami pod nazwą RUHR.2010 było Europejską Stolicą Kultury.

## Dzielnice
Miasto Essen jest podzielone na 9 dzielnic. Aktualny podział przedstawia się następująco:
- Dzielnica 1:
  - Stadtkern
  - Ostviertel
  - Nordviertel
  - Westviertel
  - Südviertel
  - Südostviertel
  - Huttrop
  - Frillendorf

- Dzielnica 2:
  - Rüttenscheid
  - Rellinghausen
  - Bergerhausen
  - Stadtwald

- Dzielnica 3:
  - Holsterhausen
  - Fulerum
  - Haarzopf
  - Margarethenhöhe
  - Frohnhausen
  - Altendorf

- Dzielnica 4:
  - Schönebeck
  - Bedingrade
  - Frintrop
  - Dellwig
  - Gerschede
  - Borbeck-Mitte
  - Bochold
  - Bergeborbeck

- Dzielnica 5:
  - Altenessen Nord
  - Altenessen-Süd
  - Vogelheim
  - Karnap

- Dzielnica 6:
  - Stoppenberg
  - Schonnebeck
  - Katenberg

- Dzielnica 7:
  - Steele
  - Kray
  - Freisenbruch
  - Horst
  - Leithe

- Dzielnica 8:
  - Heisingen
  - Kupferdreh
  - Byfang
  - Überruhr-Hinsel
  - Überruhr-Holthausen
  - Burgaltendorf

- Dzielnica 9:
  - Bredeney
  - Schuir
  - Werden
  - Fischlaken
  - Heidhausen
  - Kettwig

## Gospodarka
Główny ośrodek przemysłowy i handlowy Zagłębia Ruhry (przede wszystkim przemysł metalowy, maszynowy, środków transportu, zbrojeniowy, chemiczny, elektrotechniczny).
Essen jest siedzibą wielu przedsiębiorstw, jak: RWE, Hochtief, Con-Energy, Aldi-Nord, Arcandor (były Karstadt-Quelle) i ThyssenKrupp. Oprócz tego Essen jest siedzibą instytucji finansowych i handlowych, miejscem targów międzynarodowych i siedzibą instytucji naukowo-badawczych.

## Transport
Głównym dworcem kolejowym jest Essen Hauptbahnhof. Inne stacje kolejowe to Essen-Frohnhausen, Essen-Horst, Essen-Hügel, Essen-Stadtwald, Essen-Kettwig, Essen-Werden.
Od 1893 r. po mieście kursują tramwaje. W latach 1949–1957 w mieście istniała jedna linia trolejbusowa, a w latach 1983–2000 eksperymentalny system duobusowy. Stadtbahn Rhein-Ruhr łączy Essen z innymi miastami Zagłębia Ruhry. Operatorem transportu publicznego w Essen i pobliskim Mülheim an der Ruhr od 2017 r. jest spółka Ruhrbahn.

## Zabytki
Pomimo olbrzymich zniszczeń spowodowanych nalotem brytyjskim 11 marca 1943 r. – 3000 budynków zostało całkowicie zniszczonych, dalszych 2000 uszkodzonych – Essen zachowało liczne dzieła sztuki, przede wszystkim z czasów panowania Ottonów oraz z okresu wielkiej industrializacji miasta w XIX w.
W centrum Essen zachowało się dawne opactwo żeńskie, w którego skład wchodzi katedra św. Kosmy i Damiana (Hl. Cosmas und Damian), z ottońską kryptą i westwerkiem oraz wczesnogotyckim halowym korpusem nawowym. Wewnątrz m.in. złota Madonna z ok. 980 r. oraz siedmioramienny świecznik z roku 1000. Cenne dzieła sztuki ottońskiej mieści skarbiec katedralny, między innymi zabytki z czasów rządów Matyldy i Teofano – wśród nich znajdują się cztery krzyże procesyjne w tym krzyż Ottona i Matyldy, miecz ceremonialny, Korona Ottona III. Obok katedry późnogotycki kościół św. Jana Chrzciciela (Johannes) z 1471. Również późnogotycki w stylu kościół św. Gertrudy (St. Gertrud) zachował romańską wieżę zachodnią.
Z zabytków świeckich m.in. zamek Borbeck z XVIII w. oraz XIX-wieczna Villa Hügel, dawna rezydencja Kruppów. Wśród zabytków techniki wyróżniają się dawny kompleks przemysłowy kopalni i koksowni Zollverein (niem. Zeche und Kokerei Zollverein), od 2001 roku na liście światowego dziedzictwa UNESCO oraz zabytkowe osiedla robotnicze. Pamiątką po gminie żydowskiej jest stara synagoga z 1913, dzieło Edmunda Körnera. Pomimo zniszczeń zachowała w całości swoją modernistyczną architekturę.
W dzielnicy Werden znajduje się dawny klasztor benedyktynów (znany od 875) z romańskim kościołem św. Ludgera (St. Ludgerus) z 2 poł. XII w. Obok kościół św. Lucjusza (St. Lucius) udokumentowany od 995, przebudowany w XI–XII w. z zabudowaniami klasztornymi z XVIII w.
Innymi wizytówkami Essen są muzeum Folkwang oraz Grugapark z ogrodem botanicznym.

## Polityka lokalna
- Burmistrz: Thomas Kufen (CDU) – od 2015 r.[6]

## Sport
- Moskitos Essen – klub hokejowy
- TUSEM Essen – klub piłki ręcznej mężczyzn
- Rot-Weiss Essen – klub piłkarski
- SGS Essen(inne języki) – klub piłki nożnej kobiet

W mieście rozgrywany jest kobiecy turniej tenisowy, pod nazwą Bredeney ITF, zaliczany do rozgrywek rangi ITF, z pulą nagród 25 000 $.

## Współpraca
Miejscowości partnerskie:
- Grenoble, Francja
- Niżny Nowogród, Rosja
- Sunderland, Wielka Brytania
- Tampere, Finlandia
- Tel Awiw, Izrael
- Zabrze, Polska
- Changzhou, Chiny